# أندرو كلوف
أندرو كلوف (بالإنجليزية: Andrew Clough)‏ هو راكب الكنو بريطاني، ولد في 5 يناير 1970، وتوفي في 4 يوليو 2007 بسبب حادث مرور.

## وصلات خارجية
- أندرو كلوف على موقع أوليمبيديا (الإنجليزية)